# Betelgeza (komiks)
Betelgeza (tytuł oryg. Betelgeuse) – francuska seria komiksowa z gatunku science fiction autorstwa brazylijskiego rysownika Luiza Eduarda de Oliveiry, tworzącego pod pseudonimem Leo. Jest to kontynuacja serii Aldebaran. Betelgeza ukazała się w oryginale w pięciu tomach w latach 2000–2005 nakładem wydawnictwa Dargaud. Całość opublikowała po polsku oficyna Egmont Polska w jednym zbiorczym tomie w roku 2009. Bezpośrednimi kontynuacjami Betelgezy są serie: Antares (wydana w Polsce) i Survivants (niewydana w Polsce).

## Fabuła
Podobnie jak cykl Aldebaran, Betelgeza opisuje przygody grupy kolonizatorów planet, badaczy i awanturników próbujących podporządkować sobie obcy świat. Seria niesie silne przesłanie pro-ekologiczne.

## Tomy
| Tom | Tytuł i rok wydania polskiego | Tytuł i rok wydania oryginalnego | Uwagi                                                                    |
| --- | ----------------------------- | -------------------------------- | ------------------------------------------------------------------------ |
| 1   | Planeta (2009)                | La Planète (2000)                | W polskim wydaniu wszystkie tomy ukazały się w jednym albumie zbiorczym. |
| 2   | Ocaleni (2009)                | Les Survivants (2001)            | W polskim wydaniu wszystkie tomy ukazały się w jednym albumie zbiorczym. |
| 3   | Ekspedycja (2009)             | L’Expédition (2003)              | W polskim wydaniu wszystkie tomy ukazały się w jednym albumie zbiorczym. |
| 4   | Jaskinie (2009)               | Les Cavernes (2003)              | W polskim wydaniu wszystkie tomy ukazały się w jednym albumie zbiorczym. |
| 5   | Obcy (2009)                   | L’Autre (2005)                   | W polskim wydaniu wszystkie tomy ukazały się w jednym albumie zbiorczym. |